# Coatzacoalcos
Coatzacoalcos er en by i Mexico, beliggende i delstaten Veracruz-Llave. Der bor 239.000 indbyggere i byen og 326.000 når forstæderne medregnes (2005)[kilde mangler]. Skuespillerinden Salma Hayek kommer fra denne by.
18°08′09″N 94°27′48″V / 18.1358°N 94.4633°V